# Geta (încălțăminte)

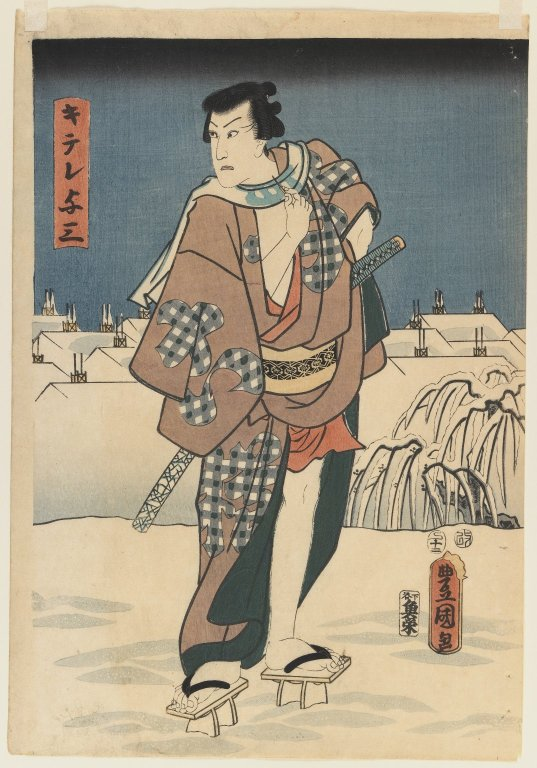
Utagawa Toyokuni III (Kunisada) purtând tradiționalele Geta

Geta (japoneză: 下 駄) sunt o formă de încălțăminte tradițională japoneză, care seamănă atât cu saboții, cât și cu șlapii. Ele sunt un fel de sandale cu o bază de lemn înălțată, ținută pe picior, cu o curea de țesătură pentru a ține piciorul deasupra solului. Sunt purtați cu haine tradiționale japoneze cum ar fi kimono-ul sau yukata, dar (în Japonia), de asemenea cu îmbrăcăminte occidentală în timpul lunilor de vară. 

## Stiluri
Există mai multe stiluri diferite de geta. Cel mai familiar stil din Vest constă dintr-o placă de lemn neterminată, numită dai (台) pe care piciorul este susținut cu un hanao (鼻 緒) care trece printre degetul mare și al doilea deget al piciorului. Deoarece geta sunt de obicei purtate doar cu yukata sau alte haine japoneze neoficiale sau haine occidentale, nu este nevoie să fie purtate șosete. Oamenii obișnuiți poartă cel puțin așa-numitele zōri atunci când poartă șosetele speciale, numite tabi. Ucenicele gheișe, numite și maiko, își poartă geta specială împreună cu tabi pentru a se obișnui cu hanao. 
Cele două piese de sprijin de sub baza, numite ha (歯 - dinți), sunt de asemenea făcute din lemn, de obicei din kiri (桐 - paulovnia) și fac un sunet distinctiv: karankoron (カランコロン).
Motivele pentru care purtau acești pantofi foarte mari nu erau pentru modă, ci din pragmatism. Dacă cineva ar purta un kimono foarte scump, care atârnă până la picioare, acesta nu s-ar deteriora sau murdări.

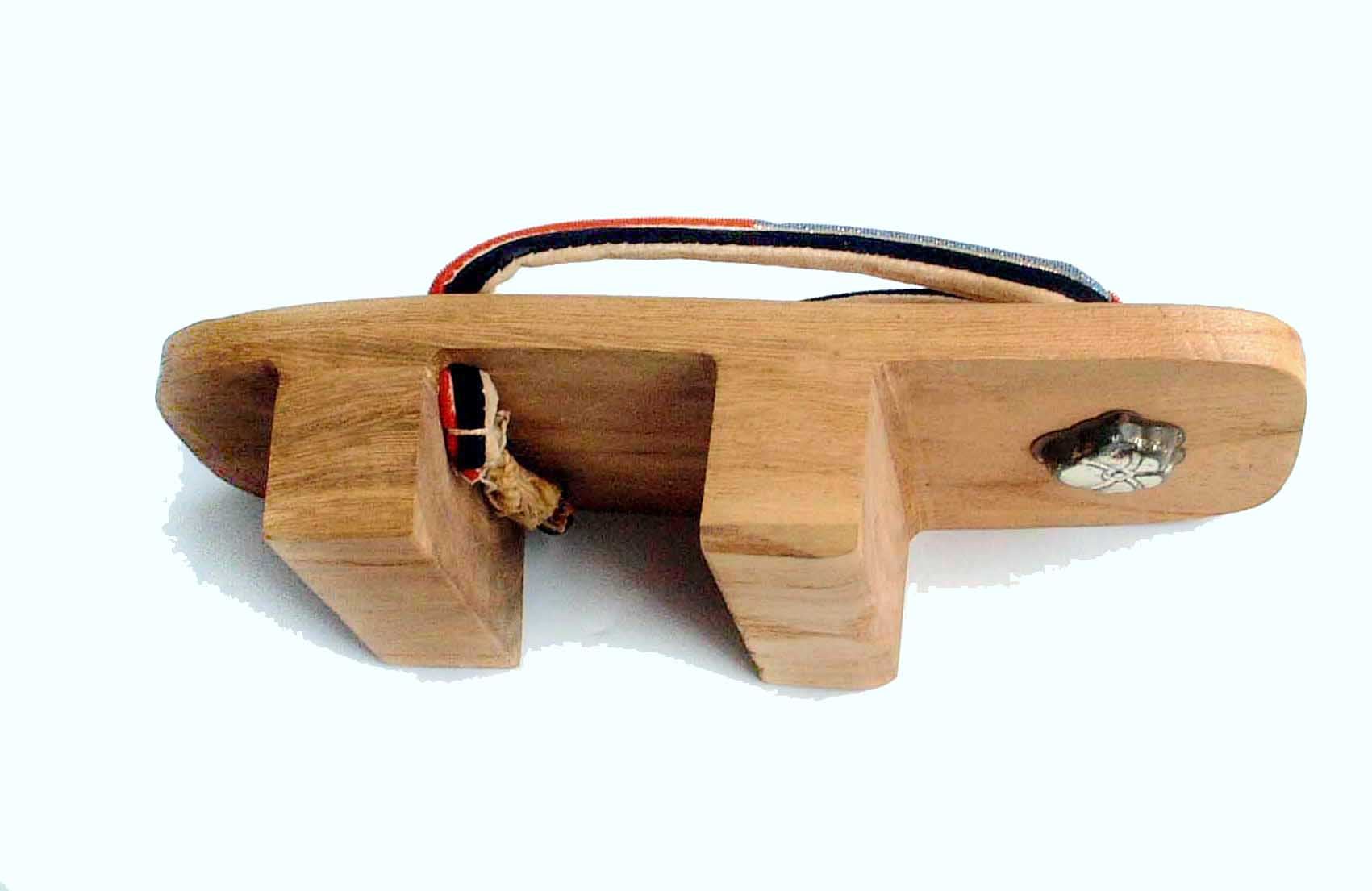
Vedere din profil care arată "dinții"

## Construirea
Geta sunt făcute dintr-o bucată de lemn masiv care formează talpa și două blocuri de lemn dedesubt. Aceste blocuri pot avea o placă metalică pe secțiunea care atinge solul pentru a prelungi durata de viață a încălțămintei. Dai (placa propriu-zisă de lemn) poate varia ca formă: ovală ("mai feminin") sau dreptunghiulară ("mai masculin"), de asemenea și culoarea (natural, lăcuit sau colorat). De asemenea, ha-ul poate varia ca stil; de exemplu tengu-geta are un singur "dinte" central. Există, de asemenea, geta mai puțin obișnuite cu trei dinți. Dinții oricărui geta pot avea lemn de esență mai tare în partea inferioară pentru a evita despicarea, iar tălpile dinților pot fi din fâșii de cauciuc lipit pe ele.
Hanao poate fi lată și căptușită sau îngustă și poate fi făcută din mai multe tipuri de țesături. Bumbacul imprimat cu motive tradiționale japoneze este popular, dar există de asemenea geta cu vinil și piele. În interiorul hanao-ului este un cordon (recent sintetic, dar în mod tradițional din cânepă), care este legat într-un mod special de cele trei găuri ale dai-ului. Recent, deoarece pantofii occidentali au devenit mai populari, au fost dezvoltate mai multe geta cu aspect occidental. Potrivit superstițiilor japoneze, ruperea fâșiilor unei geta este considerată foarte ghinionistă.

### Gheișa
Maiko (gheișa în formare) poartă o geta distinctă înaltă, numită okobo, care este similară cu platformele purtate în Veneția în timpul Renașterii. De asemenea okobo, adesea numite și "pokkuri" și "koppori" au un clopoțel mic în interiorul unei cavități. 

### Oiran
Oiran (japoneză: 花魁), care erau curtezane de rang înalt a perioadei feudale din Japonia, purtau koma-geta înalte sau mitsu-ashi (în traducere liberă, "trei picioare"). Spre deosebire de gheișe și maiko, care poartă doar conversații, cântă și dansează, oiran și tayuu au fost cel mai înalt rang din ierarhia prostituției. 